# Линали Ли
Линали Ли е младо момиче, измислена героиня от аниме/манга сериите „D.Gray-man“, създадени от авторката на манга Катсура Хошино.
Линали Ли е родена на 11 май. Тя има дълги, в дебюта тъмно зелени (черни) коси и лилави очи. Характерно е, че обича да готви и е приятелка (гадже) на Алан Уолкър, който е главният герой на анимето.
| Линали Ли       | Линали Ли           |
| --------------- | ------------------- |
| Име             | Линали Ли           |
| Първо показване | В сериала: 1 епизод |
| Възраст         | 16 – 17             |
| Дата на раждане | 11 май              |

## Дебют
В дебюта си тя вижда Алан на екрана на Черния орден. Съобщава за пристигането на непознатия, и Канда се заема с натрапника и започва спор между Алан и Канда. Разбира се, че Алан е пратен от Генерал Крос. Така Алан става част от Черния орден и се бори рамо до рамо с Линали срещу злите Акума.

## Личен живот
Линали е израснала единствено с брат си, без техните родители. На 15 годишна възраст разбира, че притежава магическа сила наречена Невинност, която е скрита в нейните ботуши. На 17 годишна възраст става част от черния орден, на който главен директор е нейният брат. Именно там и се влюбва в Алан Уокър.